# Elecciones a la Asamblea Constituyente de Ecuador de 1928
Las elecciones para diputados constituyentes de 1928 determinaron quienes conformarían la Asamblea Constituyente de Ecuador de 1928, la cual tenía como objetivo la redacción de un nuevo texto constitucional para el país en reemplazo de la Constitución de Ecuador de 1906.
La conformación de una asamblea constituyente fue convocada por el presidente Isidro Ayora para retornar el país al régimen constitucional y concluir el proceso de la Revolución Juliana e implementar los cambios en la modernización de la estructura del estado propuestos por la Misión Kemmerer, incluyendo la conformación de la Contraloría, Superintendencia de Bancos y Procuraduría General del Estado.
El sistema electoral de la época consistía en que los electores escribieran sus candidatos sin patrocinio de un partido, motivo por el cual una persona pudiera resultar electa en varias provincias de forma simultánea.

## Nómina de Representantes Provinciales
54 diputados provinciales
| Provincia  | Diputados                        | Diputados                     |
| ---------- | -------------------------------- | ----------------------------- |
| Azuay      |                                  | Remigio Crespo Toral          |
| Azuay      | Ariolfo Carrasco Tamariz         |                               |
| Azuay      | Carlos Cueva Tamariz             |                               |
| Azuay      | Roberto Crespo Ordoñez           |                               |
| Azuay      | Miguel Cordero Dávila            |                               |
| Bolívar    | Luis Enrique Vela Vela           | Luis Enrique Vela Vela        |
| Bolívar    | Gustavo Lemos Ramirez            |                               |
| Bolívar    | Pablo Neptali Roldán Valladolid  |                               |
| Cañar      | César Tapia Abad                 | César Tapia Abad              |
| Cañar      | Miguel Heredia Crespo            |                               |
| Cañar      | Manuel Crespo Pozo               |                               |
| Carchi     | Ricardo del Hierro Herboso       | Ricardo del Hierro Herboso    |
| Carchi     | José María Grijalva Guerrón      |                               |
| Carchi     | José Julian Andrade Bastidas     |                               |
| León       | Leopoldo Pino Oquendo            | Leopoldo Pino Oquendo         |
| León       | Luis Aníbal Vega Vega            |                               |
| León       | Pablo A. Vásconez Aldaz          |                               |
| Chimborazo | Luis Fernando Vela Garcia        | Luis Fernando Vela Garcia     |
| Chimborazo | Teófilo Sáenz Davalos            |                               |
| Chimborazo | José María Villagómez Roman      |                               |
| Chimborazo | Ricardo León Gallegos            |                               |
| El Oro     | Lautaro Castillo Ramirez         | Lautaro Castillo Ramirez      |
| El Oro     | Luis Larrea Alba                 |                               |
| El Oro     | Manuel Ignacio Carrión Garzón    |                               |
| Esmeraldas | Juan Antonio Checa Drouet        | Juan Antonio Checa Drouet     |
| Esmeraldas | José Antonio Gómez González      |                               |
| Esmeraldas | José María Arroyo Weir           |                               |
| Guayas     | Francisco de Icaza Bustamante    | Francisco de Icaza Bustamante |
| Guayas     | Manuel Eduardo Castillo Castillo |                               |
| Guayas     | José Ramón Boloña Rolando        |                               |
| Guayas     | Abel Gilbert Pontón              |                               |
| Imbabura   | Joaquín Sandoval Monge           | Joaquín Sandoval Monge        |
| Imbabura   | Abelardo Moncayo Andrade         |                               |
| Imbabura   | Agustín Rosales Felix            |                               |
| Loja       |                                  | Agustín Cueva Sanz            |
| Loja       | Manuel José Aguirre Jaramillo    |                               |
| Loja       | Manuel J. Jaramillo              |                               |
| Loja       | Daniel Álvarez Bermeo            |                               |
| Los Ríos   | Efrén Icaza Moreno               | Efrén Icaza Moreno            |
| Los Ríos   | Juan E. Verdezoto                |                               |
| Los Ríos   | Juan José Vivas Bermeo           |                               |
| Manabí     | Raúl Dueñas Giler                | Raúl Dueñas Giler             |
| Manabí     | Juan Chávez Meza                 |                               |
| Manabí     | Luis Octavio Loor Izaguirre      |                               |
| Manabí     | Félix González Rubio             |                               |
| Pichincha  |                                  | Manuel María Sánchez Baquero  |
| Pichincha  | Aurelio Mosquera Narváez         |                               |
| Pichincha  | Manuel Adrián Navarro Gardin     |                               |
| Pichincha  | Luis Telmo Paz y Miño Estrella   |                               |
| Pichincha  | Pedro Leopoldo Núñez Terán       |                               |
| Tungurahua | Temístocles Terán Alvarez        | Temístocles Terán Alvarez     |
| Tungurahua | Abelardo Pachano Lalam           |                               |
| Tungurahua | Pablo Arturo Suárez Varela       |                               |

Fuente: